# بول ميلر (كرة سلة)
بول ميلر (بالإنجليزية: Paul Miller)‏ مواليد 17 نوفمبر 1982 في جفرسون سيتي، هو لاعب كرة سلة أمريكي. بدأ مسيرته الاحترافية في سنة 2006. يبلغ طوله 6 قدم 10 بوصة (2.1 م).

## المسيرة الاحترافية
لعب مع إسبارن بريمرهافن في الدوري الألماني في موسم 2006–2007، ثم لعب مع نادي فوتسوافك لكرة السلة في موسم 2008–2009، ثم لعب مع زينيت سانت بطرسبرغ في الدوري الروسي في موسم 2009–2010، ثم لعب مع نادي فوتسوافك لكرة السلة في موسم 2010–2011، ثم لعب مع ألياغا بتكيم في سنة 2011، ثم لعب مع جاي دي أيه ديجون في الدوري الفرنسي في موسم 2012–2013.

## روابط خارجية
- بول ميلر على موقع الدوري الأوروبي لكرة السلة (الإنجليزية)
- بول ميلر على موقع كرة السلة الأوروبية.كوم (الإنجليزية)
- بول ميلر على موقع كلية كرة السلة في سبورتس رفرنس.كوم (الإنجليزية)
- بول ميلر على موقع ريلجم (الإنجليزية)
- بول ميلر على موقع بروبوليرز (الإنجليزية)
- بول ميلر على موقع سبورتس رفرنس (الإنجليزية)